# Vir (Nikšić)
Pour les articles homonymes, voir Vir.
Vir (en serbe cyrillique: Вир) est un village de l'ouest du Monténégro, dans la municipalité de Nikšić.

## Démographie

### Évolution historique de la population[1]
| 1948 | 1953 | 1961 | 1971 | 1981 | 1991 | 2003 |
| ---- | ---- | ---- | ---- | ---- | ---- | ---- |
| 375  | 566  | 541  | 570  | 758  | 838  | 905  |